# تحطم طائرة مقاطعة تفير 2023
في 23 أغسطس 2023، تحطمت طائرة رجال أعمال من طراز إمبراير ليجاسي 600، كانت في طريقها من موسكو إلى سانت بطرسبرغ، بالقرب من كوزينكينو في مقاطعة تفير على بعد حوالي 100 كيلومتر شمال نقطة انطلاقها في موسكو. بروسيا، مما أسفر عن مقتل جميع ركابها العشرة، وكان من بينهم زعيم مجموعة فاغنر يفغيني بريغوجين، والمؤسس المشارك دميتري أوتكين، ورئيس قسم الخدمات اللوجستية والأمنية فاليري تشيكالوف، وهم الشخصيات الرئيسية في مجموعة فاغنر، وهي شركة عسكرية روسية خاصة تمولها الدولة. أثار الحادث تكهنات بأن الطائرة قد دُمّرت بأمر من الرئيس الروسي فلاديمير بوتين، بعد أن قاد بريغوجين تمرد مجموعة فاغنر قبل شهرين من الحادث.
أظهرت بيانات منظمة فلايت رادار 24 أن الطائرة شهدت تغيرات غير عادية في الارتفاع قبل وقت قصير من تحطمها. تشير الأدلة المرئية إلى فشل هيكلي للطائرة. فيما ذكرت المخابرات الغربية أن انفجارا على الأرجح تسبب في تحطم الطائرة.
وكانت الطائرة، التي صنعت من قبل شركة إمبراير البرازيلية، مرتبطة ببريجوزين منذ عام 2018. ومنعت من دخول الولايات المتحدة بسبب العقوبات التي فرضت على بريغوجين بعد تورطه في التدخل الروسي في انتخابات الولايات المتحدة 2018.
وفي حين قللت المصادر الروسية الرسمية من أهمية الحادث، أشارت بعض وكالات الاستخبارات والقادة الدوليين إلى أنه كان اغتيالًا بدوافع سياسية. تم الاستشهاد بانتقادات بريغوجين السابقة لوزارة الدفاع الروسية والتمرد المفتوح ضد قوات الدولة الروسية كدوافع محتملة للجريمة. تعد وفاة بريغوجين وأوتكين وتشيكالوف عددًا قليلًا من الوفيات المفاجئة العديدة للمسؤولين الروس منذ عام 2022 والتي تعتبر مشبوهة.

## خلفية
في 23 يونيو 2023، تمرَّدت مجموعة فاغنر الشركة العسكرية الروسية الخاصة التي يقودها يفغيني بريغوجين لفترةٍ وجيزةٍ ضد الحكومة الروسية، كما أقدم بريغوجين نفسه على تحدي نظام الرئيس الروسي فلاديمير بوتين علانيةً رغم الصداقة التي تجمعُ الاثنين. انتهى تمرّد المجموعة العسكرية سريعًا بعد مفاوضاتٍ توسَّط فيها الرئيس البيلاروسي ألكسندر لوكاشينكو. إن تحدي بريغوجين الصريح لنظام الرئيس فلاديمير بوتين، على الرغم من دوره السابق كحليف بارز، إلى جانب الطريقة الخافتة نسبيًا التي حُلّ بها التمرد من خلال المفاوضات التي سمحت لبريغوجين بالإفلات من العقاب، دفع المحللين حينها إلى اعتباره «رجلًا ميت»، ورأو أنّ بوتين لن يغفر لقائد فاغنر تمرده وسينتقمُ منه. في يوم الحادث، ورد أن بريغوجين كان قد عاد لتوه من رحلة إلى إفريقيا.
في عام 2019، أُبلغ خطأً عن مقتل بريغوجين في حادث تحطم طائرة نقل من طراز أنتونوف أن-72 في جمهورية الكونغو الديمقراطية قبل أن يظهر مرة أخرى بعدها بثلاثة أيام.

## سجل الطائرة
أُنتجت طائرة إمبراير ليجاسي 600 التي تعرضت للحادث في عام 2007 من قبل شركة تصنيع الطائرات البرازيلية إمبراير. سُجلت في الأصل كطائرة سلوفينية تحت رمز «S5-ALS» تم تعاقب على تشغيلها عدة شركات. قبل شراء بريغوجين لها، تم تسجيلها في جزيرة مان باسم «M-SAAN»، وكانت مملوكة لشركة أوتولكس للنقل. سُجّلت من قبل فاغنر في سبتمبر 2020. ويشاع بأن الطائرة اشتراها بريغوجين في عام 2020 أو في عام 2018، ومُنعت من دخول الولايات المتحدة كجزء من العقوبات التي فرضتها وزارة الخزانة الأمريكية على بريغوجين في عام 2019 بعد مشاركته في التدخل الروسي في الانتخابات الأمريكية عام 2018. ويُعتقد أيضًا بأن الطائرة نقلت بريغوجين إلى بيلاروسيا بعد تمرد مجموعة فاغنر.
تتطابق رموز تعريف الطائرة التي أدرجتها وزارة الخزانة الأمريكية مع تلك الخاصة بالطائرة المحطمة، ومع رقم الذيل «RA-02795»، كما هو مدرج في سجل الطائرات الروسية. في حين ذكرت الوكالة الاتحادية الروسية للنقل الجوي أن الطائرة مملوكة لشركة «إم إن تي-ايرو ذ.م.م»، وهي شركة نقل تجارية.
وعندما سئلت شركة إمبراير عن حالة الطائرة، صرّحت بأنها لم تقدم أي خدمات دعم للطائرة منذ عام 2019، مشيرة إلى الامتثال للعقوبات. كان هذا الحادث هو الحادث الثاني الذي أصاب طائرة ليجاسي 600، بعد حادثة اصطدامها في الجو عام 2006 بطائرة جول ترانسبورتس إيريوس في البرازيل، حيث تضررت طائرة ليجاسي لكنها تمكنت من الهبوط بسلام دون وقوع إصابات، بينما تحطمت الطائرة التجارية، مما أدى إلى مقتل جميع الأشخاص الذين كانوا على متنها وعددهم 154 شخصًا. ونُسبت هذه الحادثة في وقت لاحق إلى أخطاء بشرية وأخطاء في الاتصالات. لا يوجد سجل لطراز ليجاسي 600، حيث صنع حوالي 300 طائرة منها قبل توقف الإنتاج في عام 2020، حيث تعرضت لحادث بسبب عطل ميكانيكي.

## الحادثة
وفقًا لبيانات فلايت رادار 24، أقلعت الرحلة جواً بحلول الساعة 15:00 بالتوقيت العالمي. وبحلول الساعة 15:11 تقريبًا، وصلت إلى ارتفاع 8,500 م (27,900 قدم). وحافظت الطائرة على هذا الارتفاع حتى الساعة 15:19، حيث ارتفعت إلى 9,200 م (30,200 قدم). ثم انخفض بعد ذلك إلى حوالي 8,400 م (27,600 قدم) قبل أن ترتفع مجدداً إلى 8,900 م (29,200 قدم). وفي الساعة 15:20، عندما توقف إرسال البيانات، هبطت الطائرة إلى 6,012 م (19,724 قدم). ثم هوت الطائرة وهي تندفع في سقوط حر قبل لحظات من الاصطدام.
تحطمت الطائرة بالقرب من كوزينكينو في مقاطعة تفير، على بعد حوالي 100 كيلومتر (62 ميل) شمال نقطة انطلاقها في موسكو. وكشفت لقطات فيديو للحادث عن وجود آثار دخان، ونفثة من الدخان الأبيض، بدى أن الطائرة فقدت إما المثبت الرأسي أو أحد جناحيها. وقال الخبراء إن مجال الحطام كبير جدًا، حيث تم العثور على جسم الطائرة على بعد حوالي 3 كـم (2 ميل) من مجموعة الذيل وموقع حطام كبير ثالث، يُشار إلى أن الطائرة تعرضت لانهيار كارثي في منتصف الرحلة لا يمكن تفسيره بعطل ميكانيكي بسيط. تم العثور على الجناح الأيسر على بعد 3 كيلومترات من مكان سقوط جسم الطائرة.
وأظهرت الأبحاث الأولية أدلة تشير إما إلى انفجار قنبلة في الطائرة، أو انفجار صاروخ مضاد للطائرات. ومع ذلك، فقد تم دحض كلا الاحتمالين بناءً على المعلومات المتاحة.
ذكرت قناة تابعة لمجموعة فاغنر تسمى غراي زون (الاسم الأصلي: Gray Zone) عبر تيليجرام أن الدفاعات الجوية الروسية هي من أسقطت الطائرة، وزعمت القناة أن السكان المحليين بالقرب من موقع التحطم سمعوا صوتين مرتفعين قبل الحادث ولاحظوا وجود مسارين للدخان. بالإضافة إلى ذلك، قال مصدر من الحكومة الروسية لصحيفة موسكو تايمز إنه تم النظر في إمكانية إسقاط الطائرة بسبب قرب موقع التحطم من مقر إقامة فلاديمير بوتين في فالداي. حيث تضم هذه المنطقة أقسامًا متعددة من أنظمة صواريخ إس-300، وتم تجهيز قاعدتي خوتيلوفو وميجالوفو الجويتين القريبتين بأنظمة بانتسير. استبعد موقع ميدوزا الإخباري احتمالية وقوع ضربة بصواريخ سام، وصرّح بأن مسارات العادم المزدوجة والانفجارات التي تم الإبلاغ عنها تشير إلى إطلاق صاروخين، وهو تكتيك شائع للدفاع الجوي يهدف إلى ضمان نجاح الضربة؛ ومع ذلك، تشير بيانات فلايت رادار 24 إلى أن الطائرة كانت تحلق على ارتفاع عالٍ جدًا بحيث لا يمكن ضربها بنظام دفاع جوي قصير المدى محمول على الكتف، في حين أن ضربة من صاروخ سام متوسط المدى أكثر قوة. – وخاصة اثنين منها – من شأنه أن يسبب أضرارًا أكثر خطورة ويمكن تحديدها بسهولة. ووفقا للاستخبارات الأمريكية، فإن انفجارا متعمدا تسبب في تحطم الطائرة، في حين اعتبر أن التقارير عن استخدام صواريخ أرض جو غير دقيقة.

## الركاب والطاقم

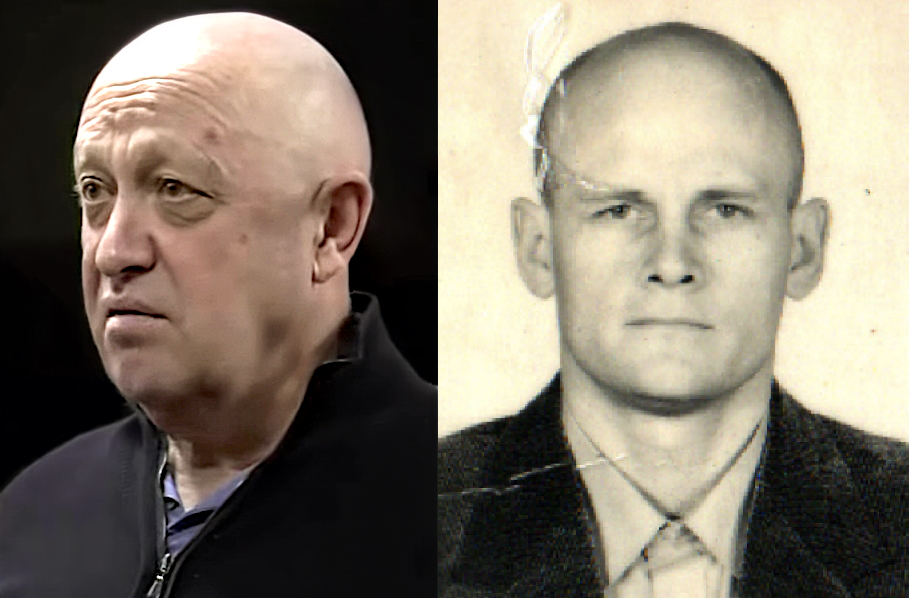
تُوفِيَ يفغيني بريغوجين (على اليسار) وديمتري أوتكين (على اليمين) في الحادث.

أصدرت الوكالة الاتحادية الروسية للنقل الجوي القائمة الرسمية لركاب الطائرة. من بين الأشخاص العشرة المدرجين على متن الرحلة، كان هناك سبعة ركاب هم:
- يفغيني بريغوجين: المؤسس والقائد والمتحدث الرسمي باسم مجموعة فاغنر.[46]
- دميتري أوتكين: الشريك المؤسس وقائد العمليات العسكرية لفاغنر، والذي سميت المجموعة باسمه.[ا][46]
- فاليري تشيكالوف: رئيس قسم الأمن والخدمات اللوجستية الأجنبية في فاغنر.[46]
- اثنان من قدامى المحاربين في فاغنر[47]
- اثنان من حراس بريغوجين الشخصيين[46][47][48]

فيما كان ثلاثة من أفراد الطاقم هم الطيار، والطيار المساعد، ومضيفة الطيران.
وفي 27 أغسطس 2023، أكدت لجنة التحقيق الروسية هويات جميع ضحايا الحادث من خلال تحليل الحمض النووي.

## التحقيق
بعد الحادث، انتشل رفات جميع الأشخاص العشرة ونُقلو إلى مشرحة في مدينة تفير لإجراء مزيد من الفحوصات. فيما نقلت مواد بيولوجية أخرى إلى موسكو. ولم تحدد هوية الضحايا بصريًا بسبب حجم الإصابات، ووُصفت الجثث بأنها متفحمة ومشوهة. وبحسب ما ورد فقد عثرت السلطات أيضًا على هاتف بريغوجين في موقع الحطام. في 25 أغسطس، أُعلن عن استخراج الصندوقين الأسودين.
بعد الإبلاغ عن الحادث، سارعت وزارة الطوارئ الروسية إلى فتح تحقيق. كما فتحت السلطات «قضية جنائية بشأن انتهاك قواعد السلامة المرورية وتشغيل النقل الجوي». وبحسب ما ورد فقد عُيّن حاكم مقاطعة تفير، إيجور رودينيا، مسؤولاً عن التحقيق.
عرض مركز الأبحاث والوقاية من حوادث الطيران (CENIPA) في البرازيل (حيث صنعت الطائرة) المساعدة على لجنة الطيران الروسية المشتركة بين الدول - لجنة التحقيق في الحوادث (IAC) تحت رعاية الملحق 13 من اتفاقية الطيران المدني الدولي والمعروفة باسم اتفاقية شيكاغو لعام 1944. رفضت روسيا العرض في 29 أغسطس نظرًا لأن الرحلة كانت محلية، مما يعني أن روسيا لم تكن ملزمة بالامتثال للقواعد الدولية، وتركت الأمر للجنة التحقيق الروسية.

## التقديرات الخارجية
صرح السكرتير الصحفي لوزارة الدفاع الأمريكية باتريك رايدر أن بريغوجين قُتل "على الأرجح" في الحادث، وقال إن البنتاغون ليس لديه ما يشير إلى أن الطائرة التي كانت تقل بريغوجين قد أُسقطت بصاروخ أرض جو، واصفًا ذلك بأنها معلومات كاذبة. ونقلت صحيفة وول ستريت جورنال عن مصادر داخل الحكومة الأمريكية قوله إن الحادث نتج على الأرجح عن تفجير قنبلة كانت على متن الطائرة أو "شكل آخر من أشكال التخريب". واستشهدت الصحيفة أيضًا بثلاثة خبراء طيران صرحوا أنه نظرًا لتحليلهم للأدلة المرئية المتاحة، فإنه لم يكن هناك هجوم صاروخي، بل كان هناك فشل هيكلي كارثي.

## التأثير على مجموعة فاغنر
قدّر معهد دراسة الحرب أن الوفاة المفترضة لقادة مجموعة فاغنر في الحادث تعني أن المجموعة من المرجح أن تتوقف عن الوجود كهيكل عسكري موازي شبه مستقل، وتعطل جهودها لمقاومة تحركات نظام بوتين لإضعاف المنظمة وضمها وحلها.
قبل وقت قصير من تحطم الطائرة، بدأت شركة ريدوت، وهي مجموعة عسكرية روسية خاصة منافسة، الاستعداد لدخول إفريقيا، مع تركيز جهود التجنيد على هذه المنطقة. عثر موقع «iStories» الروسي على منشورات على الشبكات الاجتماعية تحث الأشخاص على الانضمام إلى ريدوت مع هذه الرسالة: "لقد أصبحت فاغنر من الماضي. إذا كنت مهتمًا حقًا بالعمل الحقيقي في إفريقيا، فإن وزارة الدفاع وشركة ريدوت العسكرية الخاصة هما خيارك!" .
في 25 أغسطس، أعلن الرئيس البيلاروسي ألكسندر لوكاشينكو، الذي توسط في اتفاق بين بوتين وبريغوجين لنقل قوات فاغنر إلى بيلاروسيا مقابل إنهاء تمرد مجموعة فاغنر، أن المجموعة ستستمر في البقاء في البلاد ونفى التقارير التي تفيد بمغادرتها. وقال أيضًا إنه لا يستطيع "تخيل" أن يكون بوتين مسؤولاً عن وفاة بريغوجين المفترضة، واصفًا عملية الاغتيال المفترضة بأنها "قاسية للغاية وغير مهنية".

## ردود الفعل

### ردود الفعل المحلية

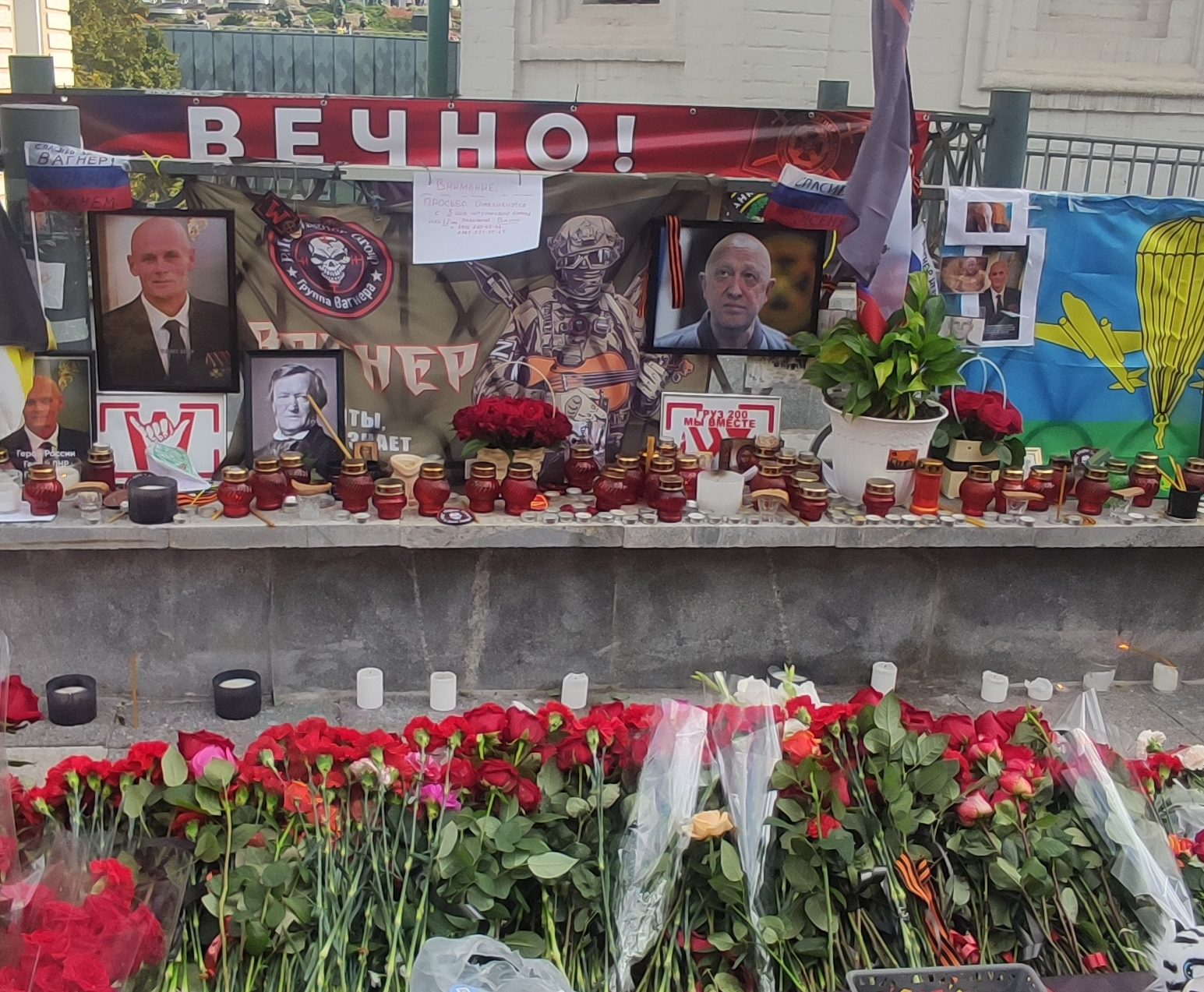
نصب تذكاري مؤقت ليفغيني بريغوجين وديمتري أوتكين في موسكو

على فريميا، البرنامج الإخباري الرئيسي الذي يُبثُّ على القناة التلفزيونية الحكومية الروسية الأولى، اقتصرت تغطية الحادثة على تقرير موجز مدته 30 ثانية في نسخة ذلك المساء. وتحدثت وسائل إعلام حكومية أخرى عن الحادث بشكل مقتصد، معربة عن الرواية الرسمية التي تفيد "بانتهاك إجراءات سلامة الطيران". وفي مركز فاغنر في سانت بطرسبرغ، وُضعت الزهور والشموع في ضريح مؤقت، وأضيئت نوافذ المبنى على شكل صليب. وأعلنت قناة غراي زون أن بريغوجين بطل ووطني وبأنه قُتل على أيدي مجهولين وصفتهم بـ "خونة روسيا".
ولم يصدر تعليق فوري بشأن الحادث من الكرملين أو من بوتين، الذي كان في حفل لإحياء الذكرى الثمانين لمعركة كورسك عندما اندلعت أنباء الحادث. فيما رفض السكرتير الصحفي لبريغوجين التعليق على الحادث، وبالمثل فعل الأعضاء الناجون من مجلس قادة فاغنر. في 24 أغسطس، أصدر بوتين بيانًا وصف فيه بريغوجين بأنه "شخص ذو مصير معقد"، مضيفًا أنه "ارتكب بعض الأخطاء الجسيمة في الحياة، لكنه حقق أيضًا النتائج الضرورية"، دون تأكيد وفاته صراحةً. كما أرسل تعازيه للضحايا الذين وصفهم بموظفي فاغنر. في 25 أغسطس، نفى المتحدث باسم الرئاسة دميتري بيسكوف التكهنات حول مسؤولية بوتين في الحادث ووصفها بأنها "كذبة مطلقة"، بينما ظل يرفض تأكيد ما إذا كان بريغوجين من بين قتلى الحادث فيما كرر أن مجموعة فاغنر لم تعد موجودة بالمعنى القانوني.
وصرحت مارجريتا سيمونيان، مسؤولة الدعاية في الكرملين ورئيسة تحرير قناة آر تي، بأنها "تميل إلى الرواية الأكثر وضوحًا"، في إشارة أيضًا إلى الإسقاط المتعمد. واتهم مسؤول دعاية آخر، وهو مضيف روسيا 24 فلاديمير سولوفيوف، أوكرانيا وحلفائها بنشر أخبار كاذبة عن وفاة بريغوجين لكنه تراجع عن تصريحاته فيما بعد. وعندما سأل أحد الصحفيين وزير الخارجية سيرجي لافروف عن رد فعله على هامش قمة البريكس الخامسة عشرة في جنوب إفريقيا، رفض لافروف التعليق.
أظهر استطلاع للرأي أجراه أليكسي فينيديكتوف، الرئيس السابق لمحطة إذاعة صدى موسكو، أن 60% من المشاركين في الاستطلاع يعتقدون أن طائرة بريغوجين إما أُسقطت أو فجرت بقنبلة، ويعتقد 17% أن بريغوجين خطط لوفاته. فيما يعتقد 1% فقط أن تحطم الطائرة كان حادثاً عرضياً.
في 29 أغسطس، دُفن بريغوجين بجانب والده في مراسم خاصة في مقبرة بوروخوفسكي في سانت بطرسبرغ. ولم يحضر بوتين الجنازة. وفي نفس اليوم، دُفن فاليري تشيكالوف في مقبرة سيفيرنوي في سانت بطرسبرغ. وقالت مصادر مقربة من الحكومة الروسية إن الإدارة الرئاسية الروسية والأجهزة الأمنية تدخلت بشكل مباشر في الاستعدادات للجنازة لتقليل الدعاية ومنع التجمعات الجماهيرية. في 31 أغسطس، دفن دميتري أوتكين في المقبرة التذكارية العسكرية الفيدرالية في منطقة موسكو.

### ردود الفعل الدولية
ردًا على أنباء وفاة بريغوجين، أشار مسؤولون من الولايات المتحدة، بما في ذلك المتحدثة باسم مجلس الأمن القومي الأمريكي أدريان واتسون والرئيس جو بايدن، إلى أنَّ ما حصل لم يكن بمثابة «مفاجأة»، وعندما سُئل عن إسناد المسؤولية، أضاف بايدن: «ليس هناك الكثير مما يحدث في روسيا ولا يكون لبوتين يدٌ فيه، لكنني لا أعرف ما يكفي للإجابة». كما علق مدير وكالة المخابرات المركزية ويليام ج. بيرنز قائلًا: «الانتقام هو طبقٌ يُفضّل بوتين تقديمه باردًا».
وصف ميخايلو بودولياك، مستشار الرئيس الأوكراني فولوديمير زيلينسكي، وفاة بريغوجين الجلية بأنها "إقصاء واضح" وإشارة من بوتين إلى النخب الروسية ضد الخيانة قبل الانتخابات الرئاسية عام 2024، مضيفًا أن "بوتين لا يغفر لأحد على إرهابه الوحشي". ونفى زيلينسكي نفسه تورط أوكرانيا في الحادث، لكنه قال إن "الجميع يفهم" من فعل ذلك.
ووصفت رئيسة الوزراء الإستونية كايا كالاس الحادث بأنه تذكير بقدرة بوتين على القضاء على المعارضين وترهيب المعارضة، بينما قال وزير الخارجية البولندي زبيغنيو راو إن أولئك الذين يهددون سلطة بوتين "لا يموتون بشكل طبيعي" وأعرب عن شكوك قوية في كون الحادث عرضيًا. كما أعربت الحكومة الفرنسية عن "شكوك معقولة" حول سبب الحادث، وأضافت أن بريغوجين هو "الرجل الذي قام بعمل بوتين القذر" وترك وراءه "مقابر جماعية" في إفريقيا وأوكرانيا وروسيا.
صرح الرئيس البيلاروسي ألكسندر لوكاشينكو بأنه لا يستطيع "تخيل" أن يكون بوتين مسؤولاً عن وفاة بريغوجين، واصفًا عملية الاغتيال المفترضة بأنها "قاسية للغاية وغير مهنية".

## الملاحظات
1. ↑  الاسم الحركي لدميتري أوتكين حين كان ضابطًا في المخابرات الروسية هو «فاغنر»، ومن هنا جاءت تسمية المجموعة.

## وصلات خارجية
- سجل الرحلة على فلايت رادار 24
- وصف شبكة سلامة الطيران